# Federico Guillermo Lussenhoff
Federico Guillermo Lussenhoff (Venado Tuerto, 14 de gener de 1974) és un futbolista argentí, que ocupa la posició de defensa. Rep el malnom de Colorado perquè és pèl roig.
Ha militat en diversos equips del seu país, com el Rosario Central, San Lorenzo, Colón Santa Fe, River Plate o Talleres Córdoba. Amb el Rosario guanyà la Conmebol de 1995.
També ha jugat amb els mexicans Toros Neza i Cruz Azul, i a la competició espanyola amb el CD Tenerife i el RCD Mallorca, amb qui guanyaria la Copa del Rei del 2003.